# Sumatra Septentrional
Sumatra Septentrional —Sumatera Utara en indonesi— és una província d'Indonèsia amb capital a Medan. La província s'estén a través de l'illa de Sumatra entre l'oceà Índic i l'estret de Malaca. Fa frontera amb província d'Aceh al nord-oest i amb Riau i Sumatra Occidental al sud-est. Té una àrea de 71.680 km². La província consta d'una ampla i baixa plana que s'esté al llarg de l'estret de Malaca, on hi ha situada la capital, Medan. Al sud i a l'oest, s'enlaire per la serralada que travessa tota la llargada de Sumatra. Les muntanyes estan dominades pel llac Toba, format a partir de la caldera d'un antic volcà. Unes quantes illes grans a l'oceà Índic vora la costa també formen part de la província, destacant Nias, Tanah Bala, Tanah Masa i Pini.